# Agnara carinata
Agnara carinata là một loài chân đều trong họ Agnaridae. Loài này được Collinge miêu tả khoa học năm 1915.